# 張奴婢
张奴婢（1188年—1262年），元朝将领，原籍河间路清州（今河北省沧州市青县），后迁居汴梁路鄢陵县（今河南省鄢陵县），张荣之子。
张奴婢袭父职，佩虎符、炮水手元帅，领诸色军匠。窝阔台攻打金朝，命由关西小口，攻克金昌州等州。1234年，金朝灭亡。1238年，授怀远大将军。1243年三月，升辅国大将军。1244年二月，领蒙古、汉军，守钧州。1248年九月，南宋兵攻城，张奴婢拒战，大败宋军。1249年十一月，在第二次与宋兵决战中，右臂中流箭。1262年（中统三年）去世，年七十五岁。其子張君佐。